# Kamienniki (obwód jarosławski)
Kamienniki (ros. Каменники) – osiedle w Rosji, w obwodzie jarosławskim, w rejonie rybińskim. W 2010 liczyło 2717 mieszkańców.